# Rue Charras
La rue Charras est une voie du 9e arrondissement de Paris, en France. Son nom rend hommage au colonel Jean-Baptiste Adolphe Charras.

## Situation et accès
La rue Charras est une voie publique située dans le 9e arrondissement de Paris. Elle débute au 54, boulevard Haussmann et se termine aux 99-107, rue de Provence.

## Origine du nom
Elle porte le nom du lieutenant-colonel et homme politique Jean-Baptiste Charras (1810-1865)

## Historique
Cette voie, qui est ouverte en 1869 sous le nom de « square Clary », devient la « rue Clary » et prend sa dénomination actuelle le 16 août 1879.